# Strongylopus merumontanus
Strongylopus merumontanus är en groddjursart som först beskrevs av Einar Lönnberg 1910.  Strongylopus merumontanus ingår i släktet Strongylopus och familjen Pyxicephalidae. IUCN kategoriserar arten globalt som sårbar. Inga underarter finns listade i Catalogue of Life.